# Roger Brabazon
Sir Roger Brabazon (auch le Brabazon) (* vor 1247; † 13. oder 14. Juni 1317) war ein englischer Richter.

## Herkunft und Tätigkeit als Anwalt von Edmund of Lancaster
Roger Brabazon entstammte einer Familie des Ritterstands. Er war ein Sohn von William le Brabazon und dessen Frau Amice. Er wurde möglicherweise in dem Dorf Mowsley in Leicestershire geboren. Er hatte mindestens zwei Brüder, Matthew und Thomas, der Geistlicher wurde. Ein John Brabazon war vermutlich ein weiterer Bruder von Roger. Ab 1275 diente Roger als Anwalt von Edmund of Lancaster, dem jüngeren Bruder von König Eduard I. Von Edmund of Lancaster wurde er 1285, 1287 und 1288 jeweils beauftragt, die Arbeit seiner Vögte und Verwalter in verschiedenen Grafschaften zu überprüfen. Dazu sollte er Wilderei ahnden und die Einhaltung der Forstrechte in Lancashire und Yorkshire durchsetzen.

## Aufstieg zum Chief Justice
Nachdem im Frühjahr 1290 die Richter Ralph de Hengham und William Saham wegen Amtsmissbrauch entlassen worden waren, wurde Brabazon zum Richter an den King’s Bench berufen. Wenig später spielte Brabazon im sogenannten Great Cause, der ungeklärten Thronfolge in Schottland eine wichtige Rolle. Die Guardians of Scotland hatten den englischen König Eduard I. gebeten, über die Ansprüche der Anwärter auf den schottischen Thron und somit über den künftigen König der Schotten zu entscheiden. Im Auftrag des Königs forderte Brabazon die Schotten beim ersten Treffen in Norham am 10. Mai 1291 auf, die Oberherrschaft des englischen Königs anzuerkennen. An der Versammlung, die über die Ansprüche der Thronanwärter entscheiden sollte, nahm Brabazon als Vertreter des englischen Königs teil. Schließlich verkündete er die Entscheidung des englischen Königs, der die schottische Krone John Balliol zuerkannte. Dennoch beanspruchte der englische König wenig später das Recht, als Oberherr von Schottland Klagen anzunehmen. Dieser Anspruch wurde von Brabazon gegenüber den Schotten verteidigt. Anschließend war er an der Verfassung des offiziellen Berichts über die Entscheidung über die schottische Thronfolge mit beteiligt. Als es 1293 zu einem Konflikt mit Frankreich aufgrund der südwestfranzösischen Besitzungen des englischen Königs kam, gehörte Brabazon im Juli zu der von Richard of Gravesend geleiteten Gesandtschaft, die versuchte, eine Einigung mit dem französischen König Philipp IV. zu erreichen. Als es nach dem Scheitern der Verhandlungen zum Krieg mit Frankreich gekommen war, sollte Brabazon verurteilte Verbrecher als Soldaten für einen Feldzug in die Gascogne rekrutieren. Nach dem Tod von Gilbert of Thornton stieg Brabazon Ende August 1295 zum Chief Justice of the King’s Bench auf. Dieses Amt behielt er über zwanzig Jahre lang. Erst am 23. Februar 1316 legte er aufgrund seines Alters und seiner schlechten Gesundheit das Amt nieder. Während seiner langen Amtszeit hatte er wesentlich weniger Reformbereitschaft als seine Vorgänger wie Ralph de Hengham gezeigt.

## Ehe, Landerwerb und Erbe
Brabazon hatte zwischen 1281 und 1284 Beatrice, die Witwe von William of Kilby geheiratet. Sie war eine der beiden Töchter und damit Teilerbin von Warin of Bassingbourn und dessen Frau Albreda. Constance, die Schwester von Beatrice, hatte Walter Bek geheiratet. Über ihre Mutter war Beatrice auch eine Teilerbin von Henry Biset. Aus dem Biset-Erbe erhielt sie das Gut von West Allington in Lincolnshire. Diesen Besitz tauschte Brabazon mit Besitzungen, die Constance zugeschlagen worden waren, vor allem East Bridgford in Nottinghamshire. Beatrice und Constance waren auch die Erbinnen ihres Onkels John of Sproxton, dessen Landbesitz bei Coleby in Lincolnshire und Sproxton und weiteren Teilen in Leicestershire bestand. Brabazon selbst erbte Landbesitz bei Mowsley sowie bei Great Rollright in Oxfordshire. Im Laufe seiner Amtszeit konnte er vor allem bei Garthorpe in Leicestershire, einem Nachbardorf von Sproxton, und bei Sibbertoft in Northamptonshire, dass an Mowsley grenzte, Landbesitz erwerben. Dazu erwarb er Häuser am Aldersgate in London.
Brabazon starb ohne überlebende Kinder, weshalb sein Bruder Matthew sein Erbe wurde. Roger Brabazon junior war vermutlich ein Sohn seines um 1302 gestorbenen Bruders John. Dieser wurde als Neffe des Richters beschrieben und stand als Schreiber im Dienst von Edmund of Lancaster. Er war vermutlich auch der Master John Brabazon, der als einer der Testamentsvollstrecker von Roger Brabazon diente. Brabazons Frau Beatrice war vor 1304 gestorben. Für ihr und für sein Seelenheil schenkte Brabazon Landbesitz an das Prämonstratenserkloster Newbo in Lincolnshire. Kurz vor seinem eigenen Tod machte Brabazon noch eine Schenkung an Westminster Abbey, damit für ihn, für Edmund of Lancaster und für dessen Frau Blanche Seelenämter gehalten werden. Brabazon wurde in der St Paul’s Cathedral in London beigesetzt. Sein unweit der Kathedrale gelegenes Haus verkauften seine Testamentsvollstrecker an den Richter Hervey Staunton.